# Pentathlon (atletica leggera paralimpica)
Il pentathlon è una prova multipla dell'atletica leggera paralimpica che fa parte del programma paralimpico maschile. È praticato anche dalle atlete donne ai campionati mondiali paralimpici e nelle varie competizioni continentali e nazionali di tale sport.

## Le 5 prove
Il pentathlon paralimpico si svolge in una giornata e prevede diverse gare a seconda della categoria di appartenenza degli atleti. Segue una tabella riassuntiva:
| Categoria | Sesso | 1ª gara        | 2ª gara                | 3ª gara     | 4ª gara          | 5ª gara      |
| --------- | ----- | -------------- | ---------------------- | ----------- | ---------------- | ------------ |
| P11/P13   | M     | Salto in lungo | Lancio del giavellotto | 100 m piani | Lancio del disco | 1500 m piani |
| P11/P13   | F     | Salto in lungo | Getto del peso         | 100 m piani | Lancio del disco | 800 m piani  |
| P33/P34   | M/F   | Getto del peso | Lancio del giavellotto | 100 m piani | Lancio del disco | 800 m piani  |
| P35/P38   | M     | Salto in lungo | Lancio del giavellotto | 100 m piani | Lancio del disco | 1500 m piani |
| P35/P38   | F     | Salto in lungo | Getto del peso         | 100 m piani | Lancio del disco | 800 m piani  |
| P42       | M/F   | Salto in lungo | Getto del peso         | 100 m piani | Lancio del disco | 200 m piani  |
| P44       | M/F   | Salto in lungo | Getto del peso         | 100 m piani | Lancio del disco | 400 m piani  |
| P46       | M     | Salto in lungo | Getto del peso         | 100 m piani | Lancio del disco | 1500 m piani |
| P46       | F     | Salto in lungo | Getto del peso         | 100 m piani | Lancio del disco | 800 m piani  |
| P51       | M/F   | 100 m piani    | Lancio della clava     | 400 m piani | Lancio del disco | 800 m piani  |
| P52/P53   | M/F   | Getto del peso | Lancio del giavellotto | 100 m piani | Lancio del disco | 800 m piani  |
| P54/P58   | M/F   | Getto del peso | Lancio del giavellotto | 200 m piani | Lancio del disco | 1500 m piani |

## Tabella punteggi
La tabella attuale è quella della World Athletics in vigore dal 1985:
- Punteggio = A x (B-P) C - per le gare su pista
- Punteggio = A x (P-B) C - per i concorsi

Dove P è la prestazione stabilita dall'atleta ed i coefficienti A, B e C sono i seguenti per ogni prova:
| Specialità             | Unità di misura | A       | B   | C    |
| ---------------------- | --------------- | ------- | --- | ---- |
| 100 m piani            | Secondi         | 25,4347 | 18  | 1,81 |
| 200 m piani            | Secondi         |         |     |      |
| 400 m piani            | Secondi         | 1,53775 | 82  | 1,81 |
| 800 m piani            | Secondi         |         |     |      |
| 1500 m piani           | Secondi         | 0,03768 | 480 | 1,85 |
| Salto in lungo         | Centimetri      | 0,14354 | 220 | 1,4  |
| Getto del peso         | Metri           | 51,39   | 1,5 | 1,05 |
| Lancio del disco       | Metri           | 12,91   | 4   | 1,1  |
| Lancio del giavellotto | Metri           | 10,14   | 7   | 1,08 |
| Lancio della clava     | Metri           |         |     |      |

Per quanto riguarda le unità di misura: per i 100, i 200, i 400, gli 800 e i 1500 m piani si considerano i secondi (con le relative frazioni); per il salto in lungo, si considerano i centimetri; per il getto del peso, il lancio del disco e il lancio della clava si considerano i metri (con le relative frazioni).